# نيكولاس راميريز أغيليرا
نيكولاس راميريز أغيليرا (بالإسبانية: Nicolas Ramirez Aguilera)‏ (1 مايو 1997 في تشيلي - ) هو مدرب كرة قدم ولاعب كرة قدم تشيلي في مركز الدفاع. لعب مع نادي أونيفرسيداد دي تشيلي.

## وصلات خارجية
- نيكولاس راميريز أغيليرا على موقع قاعدة بيانات كرة القدم.إي يو (الإنجليزية)
- نيكولاس راميريز أغيليرا على موقع Soccerway.com (الإنجليزية)
- نيكولاس راميريز أغيليرا على موقع عالم كرة القدم.نت (الإنجليزية)